# Taber, Alberta (district municipal)
Taber, din provincia Alberta, Canada este un district municipal, amplasare coordonate 49°47′05″N 112°09′03″W / 49.784722°N 112.150833°V. Districtul se află în Diviziunea de recensământ 10. El se întinde pe suprafața de 4,203.79 km2  și avea în anul 2011 o populație de 6,851 locuitori.
Cities Orașe
--
Towns Localități urbane
- Taber (location of municipal office)
- Vauxhall

Villages Sate
- Barnwell

Summer villages Sate de vacanță
--
Hamlets, cătune
- Enchant
- Grassy Lake
- Hays
- Johnson's Addition
- Purple Springs

Așezări
- Antonio
- Armelgra
- Barney
- Cranford
- Elcan
- Fincastle
- Grantham
- Retlaw
- Scope

Other places
- Askow

1. 1 2  Population and dwelling counts, for Canada, provinces and territories, and census subdivisions (municipalities), 2016 and 2011 censuses – 100% data (în engleză), 20 februarie 2019